# Tuobuka Zhen
Tuobuka Zhen (kinesiska: 拖布卡, 拖布卡镇) är en köping i Kina. Den ligger i provinsen Yunnan, i den sydvästra delen av landet, omkring 150 kilometer norr om provinshuvudstaden Kunming. Antalet invånare är 25 793. Befolkningen består av 12 234 kvinnor och 13 559 män. Barn under 15 år utgör 26,0 %, vuxna 15-64 år 63 %, och äldre över 65 år 10,0 %.
Genomsnittlig årsnederbörd är 914 millimeter. Den regnigaste månaden är juni, med i genomsnitt 196 mm nederbörd, och den torraste är januari, med 10 mm nederbörd.